# Route nationale 53 (Luxembourg)
Pour les articles homonymes, voir N53 et Route nationale 53.
 (septembre 2023).
Si vous disposez d'ouvrages ou d'articles de référence ou si vous connaissez des sites web de qualité traitant du thème abordé ici, merci de compléter l'article en donnant les références utiles à sa vérifiabilité et en les liant à la section « Notes et références ».
La route nationale 53 est une route nationale luxembourgeoise.